# Erzin (rivière)
Pour les articles homonymes, voir Erzin.
L'Erzin (en russe : Эрзин) est un cours d'eau de Russie qui coule en république autonome de Touva en Sibérie méridionale. C'est un affluent du Tes en rive droite, lui-même tributaire principal du lac Uvs Nuur, centre d'un bassin endoréique russo-mongol.

## Géographie
Le bassin versant de l'Erzin a une superficie de 4 240 km2 (surface de taille équivalente à celle du département français des Hautes-Pyrénées, ou encore à celle de la province belge de Luxembourg). 

Le débit moyen à son point de confluence est de 23 m3/s.
L'Erzin est un important torrent de montagne qui naît dans une région peu accessible des monts Tannou-Ola , entre les petites localités de Tchirgalandy à l'est et de Chourmak à l'ouest, en république autonome de Touva. Peu après sa naissance il adopte la direction de l'ouest-sud-ouest, direction qu'il maintient tout au long de son parcours de plus ou moins 120 kilomètres. Traversant des régions bien arrosées, il reçoit de droite comme de gauche, de nombreux petits affluents issus comme lui du Tannou-Ola, et qui contribuent à faire de lui l'affluent le plus abondant du Tes, lui-même tributaire majeur du lac Uvs Nuur.
Il finit par se jeter dans le Tes, sept kilomètres après avoir baigné la petite ville d'Erzin.

## Hydrométrie - Les débits mensuels à Erzin
Le débit de l'Erzin a été observé pendant 30 ans (durant la période 1961-1993) à Erzin, petite ville située à sept kilomètres de son embouchure dans le Tes, à une altitude de 1 084 mètres.
À Erzin, le débit inter annuel moyen ou module observé sur cette période était de 23,0 m3/s pour une surface prise en compte de 4 240 km2, c'est-à-dire la totalité du bassin versant de la rivière. La lame d'eau écoulée dans ce bassin atteint le chiffre de 171,4 millimètres par an, ce qui doit être considéré comme élevé dans le contexte des bassins peu arrosés voire désertiques d'Asie Centrale.
Rivière alimentée en grande partie par la fonte des neiges et des glaces des hautes montagnes du Tannou-Ola, l'Erzin est un cours d'eau de régime nivo-glaciaire.
Les hautes eaux se déroulent au printemps et au début de l'été, de mai à août, avec un sommet important en mai-juin qui correspond au dégel. À partir du mois de juillet, le débit baisse lentement jusqu'à l'automne en septembre. En octobre le débit de la rivière chute fortement, ce qui mène à la période des basses eaux. Celle-ci a lieu de novembre à début avril, et correspond aux gels de l'hiver qui s'abattent sur toute l'Asie du nord.
Le débit moyen mensuel observé en février et en mars (minimum d'étiage) est de 3,64 m3/s, soit plus ou moins 5 % du débit moyen du mois de mai, maximum de l'année (73,3 m3/s), ce qui souligne l'amplitude assez élevée des variations saisonnières, phénomène que l'on retrouve presque partout en Sibérie, mais de façon généralement plus marquée. Sur la durée d'observation de 30 ans, le débit mensuel minimal a été de 0,66 m3/s en mars 1979, tandis que le débit mensuel maximal s'élevait à 128 m3/s en mai 1975.
En ne considérant que la période estivale, la plus importante car libre de glaces (de mai à septembre inclus), le débit mensuel minimal observé a été de 14,7 m3/s en septembre 1993, ce qui restait encore assez abondant.